# آب بيد (كوشك)
آب بيد هي منطقة سكنية تقع في إيران في قسم كوشك الريفي. يقدر عدد سكانها بـ 417 نسمة .